# Ринонг, Панделела
Панделела Ринонг (малайск. Pandelela Rinong; 2 марта 1993) —  малайзийская прыгунья в воду. Призёр Олимпийских игр и чемпионатов мира.

## Карьера
В семилетнем возрасте Панделела Ринонг была выбрана для участия в национальной программе подготовки прыгунов в воду и тренировалась в спортивной школе Куала-Лумпура.
В 2008 году в возрасте 15 лет принимала участие в Олимпийских играх в Пекине. В соревнованиях на десятиметровой вышке заняла в квалификации 27-е место.
Уже через год, на чемпионате мира в Риме малайзийка выиграла бронзовую медаль в синхронных прыжках с вышки. В 2010 году на Играх Содружества в Дели выиграла золото в личных прыжках с платформы, а в состязаниях по синхронным прыжкам заняла второе место.
На Олимпиаде в Лондоне была знаменосцем сборной Малайзии во время церемонии открытия. В личных соревнованиях на вышке завоевала бронзовую медаль. Помимо личных соревнований, выступала в синхронных прыжках с платформы (7-е место) и с трёхметрового трамплина (8-е место). Панделела Ринонг стала первой спортсменкой из Малайзии, завоевавшей олимпийскую медаль. Также её медаль стала первой медалью, завоёванной представителями её страны не в бадминтоне.
В 2013 году, на чемпионате мира второй раз завоевала бронзовую награду в синхронных прыжках с вышки. На Играх Содружества 2014 года в Глазго, как и четыре года назад, завоевала две медали, но на этот раз заняла второе и третье места в личных и синхронных прыжках соответственно.